# Visegrad 4 Bicycle Race — GP Slovakia 2024
10-й выпуск  Visegrad 4 Bicycle Race — GP Slovakia — шоссейной однодневной велогонки по дорогам Словакии. Гонка прошла 7 июля 2024 года в рамках Европейского тура UCI 2024 (категория 1.2). Победу одержал чешский велогонщик Мартин Вольтр.

## Участники
В гонке приняло участие 13 команд: 10 команд категории UCI Continental Team, сборная Польши и 2 клубные команды.
| UCI Continental Teams (10)- Dukla Banská Bystrica - Pierre Baguette Cycling - Elkov-Kasper - ATT Investments - Tufo-Pardus Prostějov - AC Sparta Praha - Epronex-Hungary Cycling Team - Adria Mobil - Ljubljana Gusto Santic - Lubelskie Perła Polski Национальная сборная- Польша Любительские, клубные или региональные команды (2)- Karcag Cycling - Bialini Gomola CCN |
| |

## Маршрут
Маршрут прошёл в окрестностях города Нова-Баня с дистанцией более чем 138 километров. Трасса началась в Нова-Бане и представляла собой сначала средний круг, и далее два более длинных круга, проходя через Нова-Баню и Костиврч. Затем маршрут перешёл в три коротких круга у Нова-Бани.

## Ход гонки
На финише Мартин Вольтр более чем на одну минуту опередил ближайших соперников: Байрона Мантона и Барнабаша Пеака.

## Результаты
| \| Генеральная классификация \| Генеральная классификация \| Генеральная классификация \| Генеральная классификация \| Генеральная классификация \| \| Гонщик \| Гонщик \| Команда \| Время \| \| \| ------------------------- \| ------------------------- \| ---------------------------- \| ------------------------- \| ------------------------- \| \| 1-й \| Мартин Вольтр \| Pierre Baguette Cycling \| 3ч 31' 15 \| \| \| 2-й \| Байрон Мантон \| Epronex-Hungary Cycling Team \| + 1' 05 \| \| \| 3-й \| Барнабаш Пеак \| Adria Mobil \| + 1' 06 \| \| |               |                              |           |
| |               |                              |           |
| Источник: ProCyclingStats |               |                              |           |
| Генеральная классификация |               |                              |           |
| Гонщик | Гонщик        | Команда                      | Время     |
| 1-й | Мартин Вольтр | Pierre Baguette Cycling      | 3ч 31' 15 |
| 2-й | Байрон Мантон | Epronex-Hungary Cycling Team | + 1' 05   |
| 3-й | Барнабаш Пеак | Adria Mobil                  | + 1' 06   |